# アルビオン・スモール
アルビオン・ウッドベリ・スモール（Albion Woodbury Small、1854年5月11日 - 1926年3月24日）は、1892年に、アメリカ合衆国における最初の独立した社会学の部局を、イリノイ州シカゴのシカゴ大学に創設した社会学者。彼は、社会学が有効な学術の分野として確立されてく上で、影響力を発揮した。社会学におけるシカゴ学派の第1世代を代表する人物のひとり。
スモールは、メイン州バックフィールドに牧師の子として生まれ、同州のバンゴーやポートランドで育った。1876年にコルビー大学を卒業した後、バプテスト教会の牧師を志し、同年から1879年にかけて、アンドーヴァー・ニュートン神学校に学び、卒業はしたものの聖職者にはならなかった。次いで、1879年から1881年にかけて、ドイツのベルリン大学とライプツィヒ大学で、歴史学、社会経済学、政治学を学んだ。また、1881年にはドイツでヴァレリア・フォン・マッソウ (Valeria von Massow) と結婚した。
帰国した1881年には、母校であるコルビー大学の教員となり、歴史学と政治経済学を教えた。
1888年から1889年にかけては、コルビー大学で教鞭をとりながら、メリーランド州ボルチモアのジョンズ・ホプキンズ大学で歴史学を学び、1889年に博士論文『The Beginnings of American Nationality（アメリカ国民の起源）』を提出して、Ph.D. を取得した。また、1889年から1892年までの間、コルビー大学の第10代学長を務めた。
1892年、彼はシカゴ大学に最初の社会学部を創設した。彼はその学部長の座に、三十年以上留まった。1894年、彼はジョージ・エドガー・ヴィンセントとの共著で、世界初の社会学の教科書となった『社会研究への入門 (An introduction to the study of society)』を出版した。1895年には、『アメリカ社会学雑誌 (American Journal of Sociology)』を創刊した。1905年から1925年にかけて、彼はシカゴ大学大学院の人文学系大学院の代表者 (Dean of the Graduate School of Arts and Literature) となった。この間、1912年から1913年にかけては、アメリカ社会学会の第4代会長を務めた。
アルビオン・ウッドベリ・スモールは、フラタニティ組織デルタ・カッパ・イプシロンのサイ・チャプター (Xi chapter) の一員であった。

## おもな著書
- An Introduction to the Study of Society (1894)
- General Sociology (1905)
- Adam Smith and Modern Sociology (1907)
- The Cameralists (1909)
- The Meaning of the Social Sciences (1910)
- Between Eras: From Capitalism to Democracy (1913)

## 関連文献
- Morrione, Thomas J. (1967). The early life and works of Albion Woodbury Small. University of New Hampshire. OCLC 6381217